# Bill Roberts (regista)
William Opal Roberts, detto Bill (Kentucky, 2 agosto 1899 – Contea di Tulare, 18 marzo 1974), è stato un animatore e regista statunitense.
Lavorò per la Walt Disney Company dal 1932 al 1947. Ha animato per Gli alpinisti (1936) e Biancaneve e i sette nani (1937) e diretto i cartoni Il pappagallo di Topolino (1938), L'ammazzasette (1938), Paperino visita il lago Titicaca (1943) e Topolino e il fagiolo magico (1947).
Il suo Reason and Emotion ebbe una nomination agli Oscar 1944 nella categoria Miglior cortometraggio di animazione.
Bill Roberts morì nella Contea di Tulare, in California, il 18 marzo 1974.

## Filmografia parziale
Regista
- L'eroico ammazzasette (Brave Little Tailor) - cortometraggio (1938)
- Pinocchio (1940)
- Fantasia  (1940)
- Reason and Emotion (1943)
- The Winged Scourge (1943) - cortometraggio
- I tre caballeros (The Three Caballeros) (1944)
- Bongo e i tre avventurieri (Fun & Fancy Free) ep. Topolino e il fagiolo magico (1947)